# アーダール
アーダール（ヒンディー語: आधार, 英語: Aadhaar）は、インドの国民識別番号制度の名称。आधारには、ファウンデーション（foundation）=「基礎」や「土台」の意味がある。
アメリカ合衆国の社会保障番号と比較した場合、アーダールには指紋や虹彩といった生体情報や顔写真の情報が照合可能な情報として登録されているため、本人確認や生体認証として用いることが可能となっている。また、様々なSDKやAPIが公開されており、本人確認や本人に紐づく決済や医療といった各種の既存システムへの組み込みや、新規サービスの開発が可能となっている。アーダールでデジタル認証技術を国内普及させたことで、インドは経済成長の基盤も築いた。

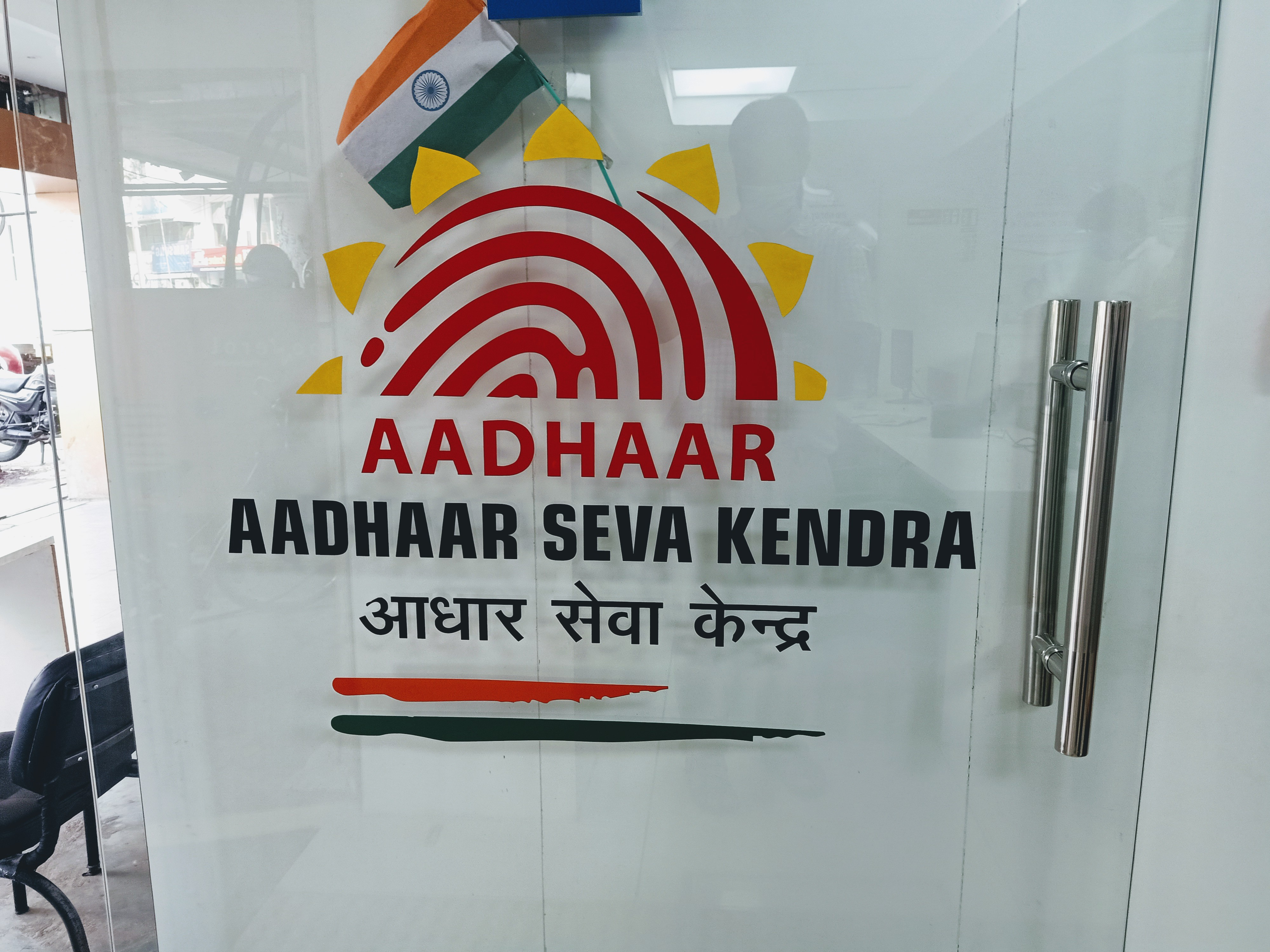
Aadharサービスセンター、ボパール

## 概要
2017年7月の時点ではインド人口の99%以上、11億6000万人近くが自身の顔写真、両手の全ての指の指紋、両眼の虹彩の情報を登録し、アーダールの身分証明カードを受け取っている。銀行取引、住宅ローンの契約、携帯電話の利用といった生活の中や政府職員の勤怠管理（出退勤の記録）もアーダールによる生体認証や12桁の数字を使って行うようになってきている。アーダール導入の効果として、金融機関を利用する女性の割合が27%増加、アーダールを利用した銀行口座の開設件数は2億7000万口座を超し、携帯電話の利用率も前に比べて倍増し人口の79%が携帯電話を利用するようになっている。
アーダールは、インド国民以外も登録が可能で、2015年時点ではバングラデシュとパキスタン出身者を中心に、520万人の外国人がアーダールに登録を行っており、外国人労働者の身分証明と法的な地位の認定に利用されている。
アーダールへの登録は、インド国民にとって義務ではないが、アーダールの身分証明カードが必要とされるサービスは増加しており、実質的に身分証明カードを所有しない生活が困難になってきている。例えば、インド鉄道では、鉄道乗車券をオンライン予約する際にアーダール番号の提示を要求する計画もある。
インドのアーダールの技術活用を決めた国は、グローバルサウスと呼ばれるアフリカやアジアなどの途上国や新興国を中心に確定した国が11か国あり、他国でも導入に向けた交渉が行われている。東南アジアのフィリピンでは技術の導入を決め、個人認証システムを整えている。アフリカのエチオピアでは、インドのように個人IDと納税番号をひも付けで、効率的かつ公平な納税を実現しようとしている。

## 経緯
アーダールの構想が提案された2000年当時、インドでは低所得者向けの食料や肥料の配給の4分の1が不正受給されていた。根本的な原因は、適切な個人識別制度が存在しないためであると、当時のインド政府は分析している。インドにおいては、出生証明書の所持者は全国民の半分以下に過ぎず、納税者は更に少なく、運転免許の所有者はもっと少ない。公的な身分証明書を所持していない人は、特に貧困層に顕著であり、社会生活に参加できる機会を奪っていた。また、福祉予算の不正受給や無駄遣いを防止し、正しい対象者に給付が行われるようにするため、強力な情報セキュリティ機能を持つ個人識別制度を確立する必要があった。
インドの人口の7割程度が住む農村の人々は、行政サービスと関わなかった人が多くため、本人確認証明書を持たず、銀行口座さえも作れない人も多くいた。
インド固有識別番号庁（UIDAI）が全インド国民に12桁の数字を発行する「アーダールプロジェクト」を2009年に着手した。推進責任者にナンダン・ニレカニ（インフォシス2代目CEO）が当時のマンモハン・シン首相によって任命された。
2010年にインドに個人識別番号制度が導入され、登録申請が開始された。
2016年には、携帯電話のSIMカードの取得、納税申告書の提出といったサービスを受ける際には、アーダールの番号が必須となった。また、インド財務省は2017年末までにアーダール番号とひも付けがされない個人銀行口座を凍結すると発表した。
女性や低所得者層など本人確認が出来なかった層にも普及している。インドの貧困層の生活を良い方向に一変させた。2022年末時点でインド人全体の94％以上が登録した。

## 批評
- アーダール登録情報の情報漏洩 - 政府の4つのウェブサイトから1億3000万人以上の登録者名、銀行口座番号、アーダール番号が流出し、ネット上で公開された[9]。
- 帯域幅の枯渇 - インドでは無線通信のための帯域幅が枯渇しているため、膨大な生体情報を高速にやり取りする必要があるアーダールのシステムは適切ではないという批判がある[9]。
- インフラの未整備- 指紋認証、虹彩認証の装置を動かすには電源が必要であるが、インドの電源は停電も多く不安定であり、推定2億4000万人のインド国民は電気のない暮らしを送っている[9]。
- アーダールが国家による監視システムとなるのではないかと懸念する反対派がいる[6]。
- アーダールが指紋や虹彩を登録し、基本的なサービスに活用されることから、プライバシー権の侵害を訴える訴訟が起きた。インド憲法ではプライバシー権は明文化されておらず、インド政府は国民にプライバシーに対する絶対的な権利はないとする立場をとっていたが、インド最高裁判所は、2017年8月にプライバシー権は憲法で保障される権利だと認める判断を下した。このため、アーダールの見直しが予想されている[10]。最終的に懸念への配慮する形で本人同意があれば民間企業ま登録内容を活用してもよいとする法改正を行った[3]。